# Österrikes Davis Cup-lag
Österrikes Davis Cup-lag representerar Österrike i tennisturneringen Davis Cup, tidigare International Lawn Tennis Challenge och kontrolleras av Tennis Austria. Österrike debuterade i sammanhanget 1905, och främsta meriten är semifinalen 1990, där man förlorade med 2-3 mot USA.